# Air Baus I
Air Baus I is een bestuurslaag in het regentschap Bengkulu Utara van de provincie Bengkulu, Indonesië. Air Baus I telt 365 inwoners (volkstelling 2010).